# 奥付
奥付（）とは、本の本文が終わった後や巻末に設けられる書誌に関する事項（書誌事項）が記述されている部分。

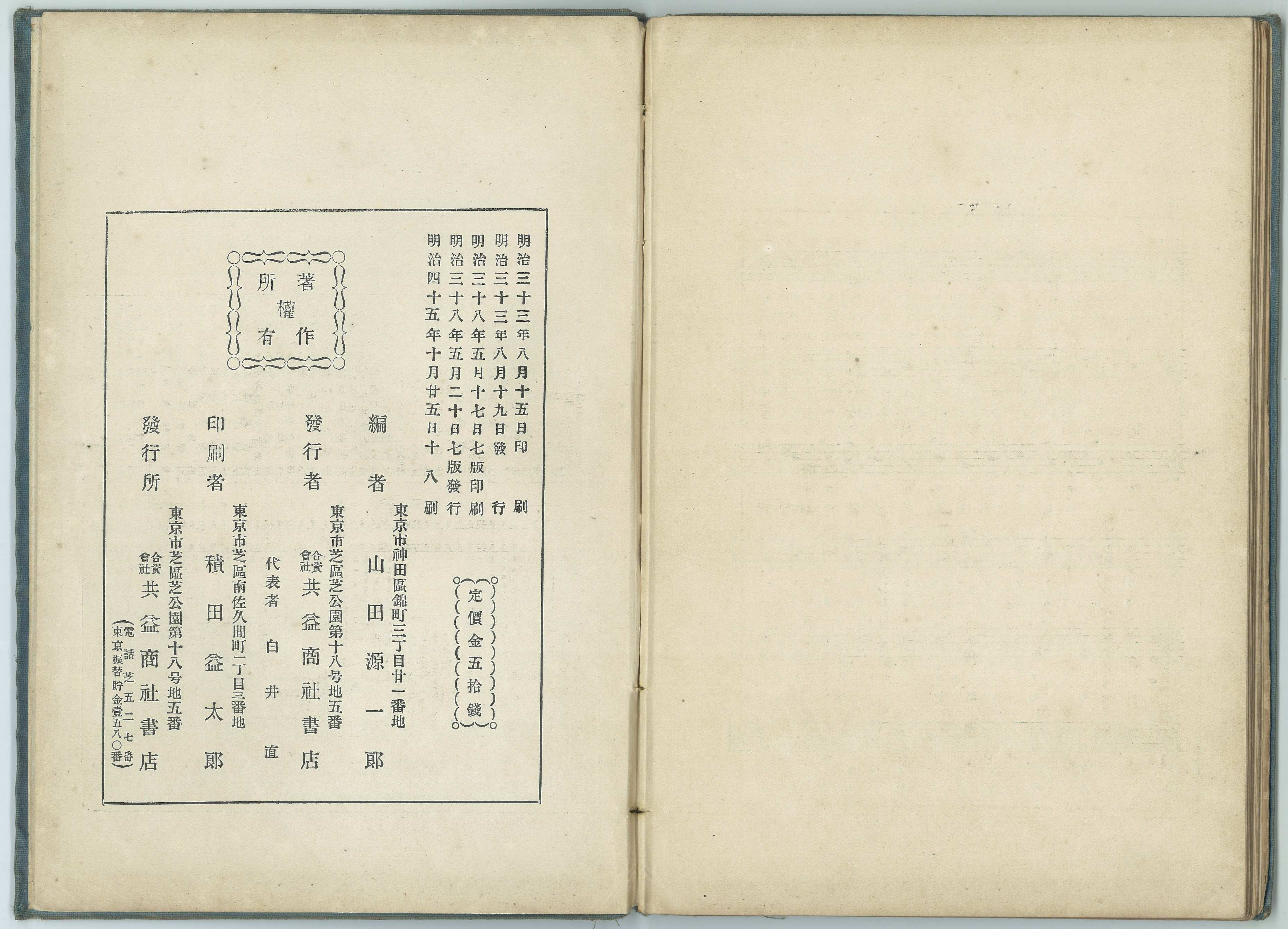
奥付。山田源一郎・編「女學唱歌」

和書には奥書を付ける慣習がある。洋書には通常は奥付はなく扉に標題、著者名、出版社、出版年等を記す。

## 概説
和書では奥書を付けることが慣習となっている。これと決まった形式はなく、日本特有のものとされるが、丸山1986年・丸山1990年では、「スラブ系およびラテン系諸国の出版物には、奥付をつける慣行があるが、和書ほど完備していない」としている。 
なお、洋書には奥付に相当するものとしてcolophon（コロフォン）がある。洋書の書誌事項は一般にタイトルページの次のページにある。ただし、和書の奥付は江戸時代に幕府の法制上の強制により始まった慣習であるのに対し、洋書のコロフォンは装飾的な意図で発生したものとされており沿革が異なる。

## 歴史

### 江戸時代
1722年（享保7年）11月の、大岡忠相による「新作書籍出板之儀に付触書」に由来する。
何書物ニよらす、此以後新板之物、作者并板元之実名、奥書ニ為致可申候事。
これにより、横行していた偽板（海賊版）が統制され、版元書店の出版権が明確になった。但し、明治以前の奥付は、今日のそれとは大きく異なっており、「版」と「刷」の相違が明確でなく、版木自体も売買されるものであったし、また、書店組合を結成して各地で出版販売するのが通例であったため、実際に、何年にどこの版元が出版したものであるか、というのは、詳細に書誌学的な考証を加えないと判断できない状況にある。

### 明治以後
1893年（明治26年）の出版法では発行者の氏名・住所、年月日、印刷所の名称・住所、印刷の年月日の記載が義務付けられた。今のような形では、岩波書店が始めたとされている。現在は、義務付けはされていないが、慣習として続いている。
ただし、文部科学省の検定を受けた教科用図書については、「教科書の発行に関する臨時措置法」第3条で著者名、発行者名、印刷業者名等の記載が義務付けられている。

## 書誌事項
主に以下の事が書かれる。
- 題名
- 著者、訳者、編者、編集者（著作権にかかわる場合に記載されるのが例である）
- 発行者
- 発行所（出版社）
- 印刷所
- 製本所
- 著作権表示
- 検印（廃止されているものが多い。印税を参照）
- 発行年月、版数、刷数（刷り部数を書くこともある）
- ISBNコード
- 価格（多くは裏表紙かカバーに記載、教科用図書については表示無し[3]）

## 表記

### 奥附
「奥付」は「奥附」とも書くが、「附」の字が1954年の当用漢字補正案で「削る字」とされたため現在でも多くのマスコミが使用を避けており、また当用漢字音訓表・常用漢字表で「附」の字訓に「つく」が挙げられていないため、「奥付」と表記する場合が多い。これは、その書中における位置から付された名称であるが、その役割から付された名称として、刊記（）とも称しているし、枠で囲んだ刊記は特に木記（、もくき）と称していた。

### 奥書
奥書（）という言葉もあるが、これは一般的には、写本の巻末に、筆写者がその本の来歴などを記録したものを指す。古写本などでは、写したもとの本の奥書も一緒に書写することもあり、本の伝来の研究に役立つことが多い。

### 奥付証明・奥書証明
資格の申請等の際に、免許状（教育職員免許状、看護師・管理栄養士免許など）などのコピーを添付して提出する折に、それが原本（正本）と同一であることを証明するために、コピーした免許状等の余白部分に、「この写しは原本と同一であることを証明する　何年何月何日　○○長　何野誰某」のように記載することを、「奥付証明」または「奥書証明」と称する。